# ویروس‌های میله‌ای
ویروس‌های میله‌ای (نام علمی: Rhabdoviridae) نام یک تیره از فرمانرو ویروس است.